# Кан (грузинська літера)
Кан (ქან, [кˣан] або [kʰan]) — двадцять друга літера грузинської абетки.
Приголосна літера. Вимовляється як [к’] з придихом (к та х) а не як українська к (МФА /kʰ/). За міжнародним стандартом ISO 9984 транслітерується як k', а як k за «грузинської національної системи латинізації» (რომანიზაციის ქართული ეროვნული სისტემა).
Не слід плутати її з літерою к'ан კ, яку вимовляють з горловою змичкою.

## Історія
| Асомтаврулі | Нусхурі | Мхедрулі |
| ----------- | ------- | -------- |
|             |         |          |

## Юнікод
- Ⴕ : U+10B5 (асомтаврулі та нусхурі)
- ქ : U+10E5 (мхедрулі)
- ⴝ : U+2D05 (хуцурі)